# Константинос Херопулос
Константинос Херопулос (на гръцки: Κωνσταντίνος Χαιρόπουλος) е гръцки журналист и издател от началото на XX век.

## Биография
Херопулос е роден в 1871 година в Атина в семейството на училищния директор от западномакедонския град Костур Христодулос Херопулос. Учи право в Атинския университет. Работи в Атина във вестник „Асти“, като журналис и в „Скрип“ като редактор. Основава заедно с Аристидис Кириакос издателска къща, която издава гръцка и чуждоезикова художествена литература, а в 1903 година „Хронос“, важен вестник, изиграл ключова роля при Преврата в Гуди през 1909 г. и в поканата към Елевтериос Венизелос да дойде от Крит. На изборите през май и декември 1915 година е избран за депутат от Лерин-Костур от партията на Йон Драгумис и остава депутат до 1917 г., когато е затворен от революционното правителство на Венизелос. В 1920 отново започва да издава вестника си, който с прекъсвания излиза до 1925 година. Колумнист е и в други вестници под псевдонима Апомахос. В 1926 година издава спомени за Преврата Гуди.
Умира в 1935 година в Атина. Синът му Христос Херопулос (1909 – 1992) също е известен журналист, писател и композитор.